# Peter Griffin
Peter Griffin, vlastním jménem Justin Peter Griffin je hlavní postava amerického seriálu Griffinovi.
V anglickém originále je mluven Sethem MacFarlanem, který postavu také ztvárnil, v češtině byl od první do páté série dabován Petrem Rychlým a od 6. série je dabován Bohdanem Tůmou. Peter je Američan irského původu, irsko-americký katolík, žije ve fiktivním městě Quahog na Rhode Islandu, se svou ženou a třemi dětmi (Chrisem, Meg a Stewiem). Jeho manželka Lois tvrdí, že Peterovi je 43 let. Mezi Peterovo přátele patří například: Glenn Quagmire, Joe Swanson a Cleveland Brown.